# L-アミノ酸デヒドロゲナーゼ
L-アミノ酸デヒドロゲナーゼ（L-amino-acid dehydrogenase）は、次の化学反応を触媒する酸化還元酵素である。
L-アミノ酸 + H2O + NAD+ {\displaystyle \rightleftharpoons } 2-オキソ酸 + NH3 + NADH + H+
反応式の通り、この酵素の基質はL-アミノ酸とH2OとNAD+、生成物は2-オキソ酸とNH3とNADHとH+である。
組織名はL-amino-acid:NAD+ oxidoreductase (deaminating)である。